# Papyrus Edwin Smith

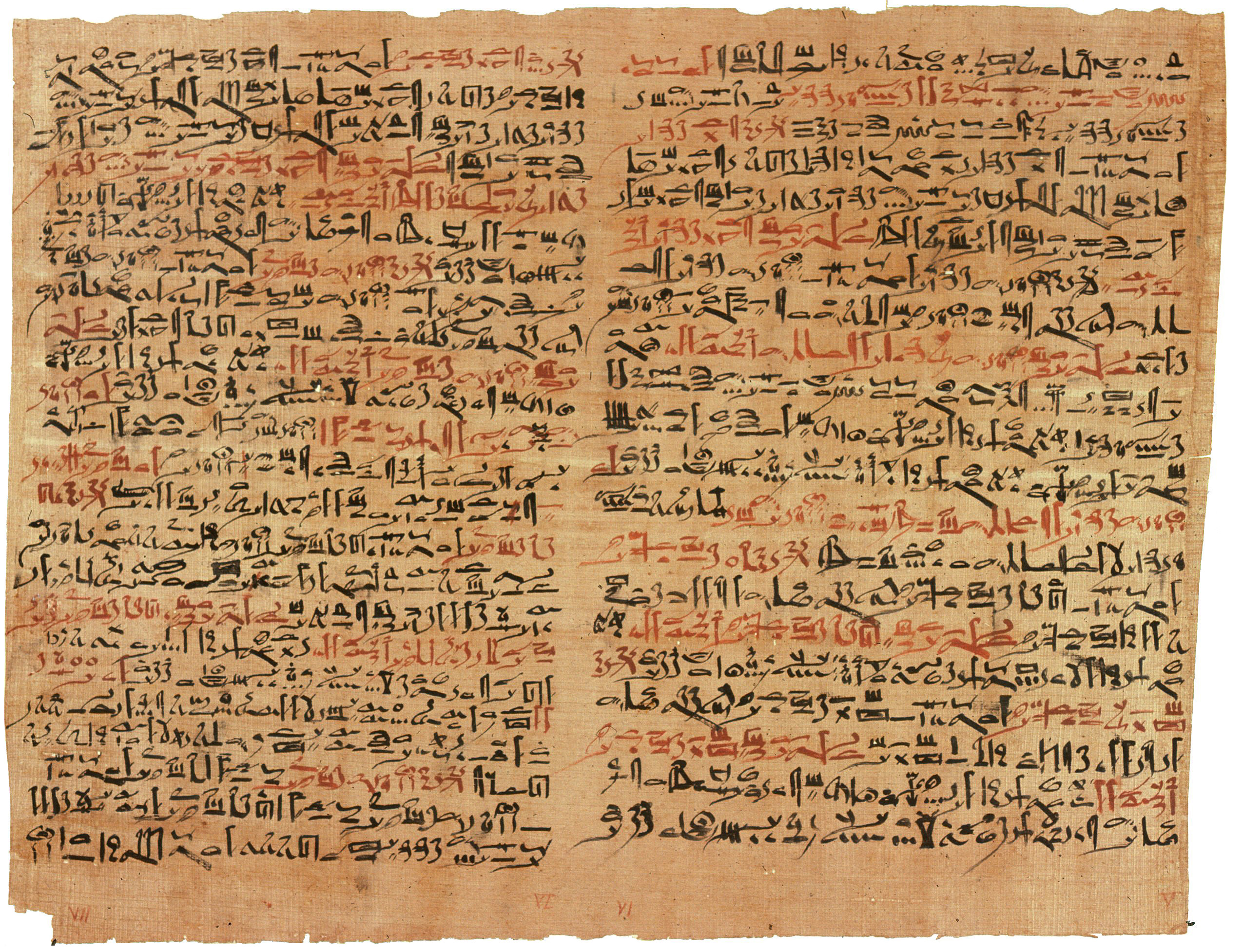
Kolom VI en VII uit de publicatie van de Papyrus

De Papyrus Edwin Smith is een van de belangrijkste medische papyrusrollen waarvan het bestaan bekend is. Hij is afkomstig uit het oude Egypte en geschreven rond 1600 v.Chr., wat hem de oudst bekende bron voor medische informatie maakt.

## Geschiedenis
De papyrus werd in 1862 gekocht door Edwin Smith, in Luxor. Hij kon hem redelijk goedkoop krijgen, naar zijn idee, want hij zag in hoe belangrijk de tekst moest zijn. Hij probeerde de papyrus te vertalen, maar hij gaf hem nooit uit. Na zijn dood in 1906 werd zijn dochter eigenaar van zijn collectie Egyptische oudheden. Zij doneerde de collectie, waaronder de papyrus, aan de New York Historical Society.
Tijdens haar werk aan de "collectie Smith" van de New York Historical Society zag Caroline Ransom Williams het belang van de papyrus. Zij zag geen mogelijkheid om de tekst zelf snel en goed uit te geven, en schreef in 1920 in een brief aan James Henry Breasted dat ze hoopte dat hij dit kon doen. Breasted publiceerde de papyrus (facsimile, transliteratie, vertaling en commentaar) in 1930, met medische adviezen van Dr. Arno B. Luckhardt. De publicatie bracht een nieuwe kijk op de geschiedenis van de medische wetenschap, want hij toonde aan dat de oud-Egyptische geneeskunde niet (uitsluitend) gebaseerd was op het gebruik van magie, maar gebruik maakte van rationele, wetenschappelijke methodes gebaseerd op observatie en onderzoek.
Van 1938 tot 1948 was de papyrus in het Brooklyn Museum in New York. In 1948 gaven de New York Historical Society en het Brooklyn Museum de papyrus aan de New York Academy of Medicine, waar hij nog steeds is.

## De tekst
De papyrus bevat de prognose en de behandeling van talloze wonden. Er worden hechtingen, de buitenkant van de hersenen, het hersenvocht en andere delen van de hersenen beschreven. In totaal worden er 48 zaken behandeld. De tekst is zo opgebouwd dat ze beginnen met het hoofd, en de wonden afwerken naar beneden toe.
De papyrus bevat ook tekeningen van het hart, de aderen, de lever, de milt, de blaas, en de urineleider. Ook wordt er duidelijk gemaakt dat de aderen en het hart verbonden zijn.
Imhotep wordt gezien als de oorspronkelijke schrijver, maar waarschijnlijk waren het drie verschillende schrijvers, die alle drie in verschillende periodes leefden. De zaken die worden behandeld zijn echter, in tegenstelling tot sommige in de Papyrus Ebers, rationeel. Er wordt geen magie gebruikt, op één uitzondering na.